# Vádí al-Džoz

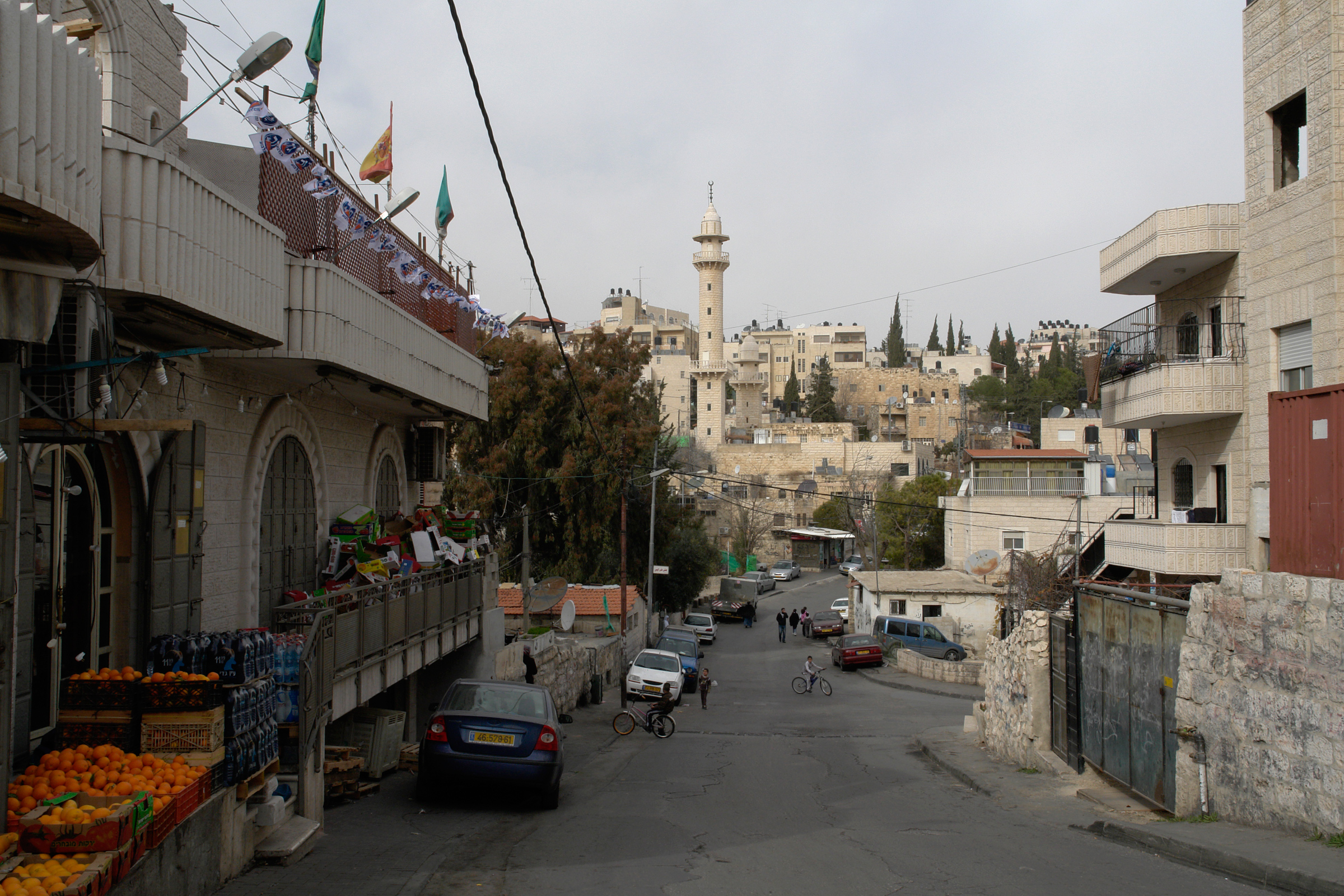
Zástavba ve Vádí al-Džoz

Vádí al-Džoz nebo Wadi al-Joz (hebrejsky ואדי אל-ג׳וז‎, arabsky وادي الجوز‎) je arabská čtvrť v centrální části Jeruzaléma v Izraeli, ležící ve Východním Jeruzalému, tedy v části města, která byla okupována Izraelem v roce 1967 a začleněna do hranic Jeruzaléma.

## Geografie
Leží v nadmořské výšce přes 700 metrů, cca 1 kilometr severovýchodně od Starého Města. Na západě s ní sousedí arabské čtvrtě Bab az-Zahra a Americká kolonie, na severozápadě rovněž arabská čtvrť Šejch Džarach a na jihovýchodě al-Savana. Nachází se v údolí vádí Nachal Egoz. Východně odtud se zvedá severojižně orientovaný hřbet lemující podél východní strany centrum Jeruzaléma. Zde vystupuje v dílčí vrchol (hora Skopus), na němž se rozkládá kampus Hebrejské univerzity v Jeruzalémě. Pod horou Skopus vede zčásti tunelem obchvat města (Sderot Šajeret Har ha-Cofim), přímo skrz čtvrt pak prochází lokální silnice číslo 417. Čtvrť leží nedaleko Zelené linie, která do roku 1967 rozdělovala Jeruzalém. I hora Skupus byla do roku 1967 izraelskou enklávou. Východně od čtvrti zaujímá svahy hory Skopus Národní park Emek Curim.

## Dějiny
Vznikla koncem 19. století na předpolí Herodovy brány. Jako první tu vyrostly některé přepychové letní rezidence bohatých arabských rodin ze Starého Města. Počátkem 20. století tu bylo zřízeno skladiště ropy. Po konci první arabsko-izraelské války byla čtvrť v rámci dohod o příměří z roku 1949 začleněna do území okupovaného Jordánskem. V roce 1967 byla okupována Izraelem a stala se částí sjednoceného Jeruzaléma. V současnosti je tu soustředěno podnikání v autoopravárenských službách. Nachází se tu Rockefellerovo muzeum postavené Brity ve 30. letech 20. století. Ve čtvrti žije cca 13 000 lidí.

## Demografie
Plocha této městské části dosahuje 347 dunamů (0,347 kilometru čtverečního). V roce 2000 tu žilo 6740 a v roce 2002 7179 obyvatel. Podle jiného zdroje ve čtvrti žije cca 13 000 lidí.